# Феруза
Феруза в древногръцката митология е името на две божества.
- Нимфа, дъщеря на Нерей и Дорида. Името ѝ значи „тази, която носи“. Спомената от Омир в „Илиада“, песен 18 и в Теогония на Хезиод. Свързва се със силата на океанските вълнения.
- Една от орите.